# Enets
Enets, også kaldet jenisejsamojeder og karasa-samojeder, er et samojedisk folk, som traditionelt lever på Tajmyrhalvøen ved Nordishavet, længst nord i Sibirien. Folket inddeles historisk i tundra-enetsere og taiga-enetsere.
Enetsere taler traditionelt enetsisk, som inddeles i de to dialekter, tundra-enetsisk og skov-enetsisk.

## Udbredelse
Enets er bosat i Taimyr-distriktet i provinsen Krasnojarsk ved østbredden af Jenisej.

## Næringsveje
Enets ernærer sig ved jagt og fiskeri.

## Antal
Ældre oplysninger om antallet af enets er mangelfulde og upræcise. I 1926 optaltes 378 enets, i 1989 209. Folketællingen i 2002 viste, at det kun var 237 enetsere tilbage. Af disse taler 30 personer tundra-enetsisk og 40 personer skov-enetsisk.